# 1858 en droit
Cet article présente les faits marquants de l'année 1858 en droit.

## Événements
- Constitution fédéraliste modérée en Colombie.
- Russie : création du Comité principal pour les affaires paysannes (ex-comité secret). En province, discussion de la noblesse sur les modalités de la réforme : libération avec la terre (terres pauvres du Nord) ou sans terre (« terres noires »). Fondation avec approbation officielle du Comité slave de Moscou.

### Février
- Février : première constitution ségrégationniste du Transvaal.

### Avril
- 29 avril : le Portugal abolit l'esclavage.

### Mai
- Mai-août : constitution de la Roumanie (1858-1878). Napoléon III convoque en mai à Paris une conférence des représentants de sept puissances (France, Royaume-Uni, Autriche, Prusse, Russie, Sardaigne et Turquie) qui aboutit à la Convention du 7-19 août octroyant un nouveau statut aux principautés : elles forment les « Principautés unies de Moldavie et de Valachie », chacune avec un prince autochtone, un gouvernement et une assemblée élue au suffrage censitaire, mais avec une cour de justice commune ; les privilèges des boyards sont abolis et un nouveau statut des paysans doit être élaboré. La Porte conserve sa suzeraineté et doit approuver l’élection du prince.

### Juillet
- 25 juillet : libération des paysans des apanages (domaines de la famille impériale) en Russie.

### Août
- 5 août : un décret modifie le régime de la propriété privée en Égypte. Il abolit le monopole d’État sur le sol et donnera naissance à une classe de propriétaires terriens puissants. Par ailleurs, les carrières d’officiers supérieurs sont ouvertes aux Égyptiens : désormais, l’armée sera le vivier d’officiers nationalistes.

### Octobre
- 27 octobre : décret centralisant à Paris l'administration de l'Algérie et attribuant aux préfets les pouvoirs que détenait le gouverneur général. Napoléon III supprime le Gouvernement général de l’Algérie et le remplace par un ministère de l’Algérie et des Colonies confié à son cousin, Jérôme Napoléon, qui tente quelques réformes dont certaines auraient dû aboutir à une politique d’assimilation, mais se heurte, sur de nombreux points, aux militaires et donne sa démission en 1859.

## Décès
- 23 avril : Victor Augier, avocat, journaliste et homme de lettres français, né en 1792.